# Herman Li
Herman Li (kin: 李康敏; Hong Kong, Kina 3. listopada 1976.) je britansko-kineski glazbenik. Najpoznatiji je kao jedan od dvojica vodećih gitarista engleskog power metal sastava DragonForce. Uz Sama Totmana, jedini je prvobitni član sastava.

## Rani život
Herman Li rođen je 3. listopada 1976. godine u Hong Kongu. Preselio se u Englesku tijekom adolescencije. Tečno priča kantonski i engleski jezik.

## Stil sviranja
Liovi uzori kreću se od rocka, metala te glazbom iz videoigara, najčešće iz retro igrica kasnih 80-ih i ranih 90-ih. Za primjer, Li je poznat po stvaranju takozvanog "Pac-Man" zvuka u popularnoj pjesmi "Through the Fire and Flames" s albuma Inhuman Rampage.

## Diskografija
DragonForce
- Valley of the Damned (2003.)
- Sonic Firestorm (2004.)
- Inhuman Rampage (2006.)
- Ultra Beatdown (2008.)
- The Power Within (2012.)
- Maximum Overload (2014.)
- Reaching into Infinity (2017.)
- Extreme Power Metal (2019.)
- Warp Speed Warriors (2024.)